# Jorge Chávez Chaparro
Jorge Chávez Chaparro fue un catedrático peruano. Ocupó el cargo de rector de la Universidad Nacional de San Antonio Abad del Cusco entre 1961 y 1965. Falleció junto al tesorero de la universidad, César Enríquez, y el contador José Grajeda Navarrete en un accidente de aviación el 27 de abril de 1966 durante un viaje a Lima para demandar fondos para la universidad tras el recorte presupuesto que ésta había sufrido.